# Cornelis Abrahamsz. Boom
Cornelis Abrahamsz. Boom (* Oktober 1601 in Amsterdam; † 22. August 1651 ebenda) war ein Amsterdamer Regent des Goldenen Zeitalters.

## Biografie
Cornelis entstammte dem einflussreichen Patriziergeschlecht Boom. Seine Eltern waren der Amsterdamer Regent Abraham Boom und Jannetje de Vry (1575–1644). Boom studierte an der Universität Leiden. Im Jahre 1628 wurde er zum Pensionär der Stadt Amsterdam benannt. Im darauffolgenden Jahr heiratete er Maria van Schoonhoven (1611–1639). Da dieser Ehe keine Kinder entsprangen ist das Geschlecht der Boom mit Cornelis Booms Tod ausgestorben.
Im Jahre 1639 war Boom der Republiks Botschafter in Polen und Danzig. Durch das Entgegenwirken von Amsterdams Regenten Andries Bicker konnte diese Sache aber nicht zu Ende gebracht werden. Im Jahre 1650 legte er das Pensionärsamt nieder. Im darauffolgenden Jahr wurde er in die Amsterdamer Vroedschap aufgenommen und im selben Jahr zum Bürgermeister ernannt. Kurze Zeit später ist Boom verstorben.